# La música
La música es el decimocuarto disco del grupo vocal español Mocedades, grabado en 1983. El tema "Maitechu mía" está interpretado en dueto con el tenor Plácido Domingo. No es el primer dueto de un artista con Mocedades, pero sí es el primero que se incluyó en uno de los álbumes originales del grupo. La música del tema "Cuando tú nazcas" está tomada de la "7.ª sinfonía" de Beethoven, que ya se utilizara en el disco La otra España de 1975 para el tema "Dieron las doce", aunque en "Cuando tú nazcas" se cambiaron la letra y los arreglos.

## Canciones
1. "Cuando tú nazcas"  (4:50).
2. "Mis lágrimas me saben a ti"  (3:32).
3. "Has perdido tu tren"  (3:37).
4. "Tú como yo"  (3:16).
5. "La música"  (3:43).
6. "Maitechu mía (con Plácido Domingo)"  (3:53).
7. "Con lo que yo te quiero"  (3:33).
8. "Solos en la Alhambra"  (4:15).
9. "Dónde está"  (3:39).
10. "Así fue nuestro amor"  (2:29).